# SMS Warszawa (hokej na lodzie)
SMS Warszawa – polski klub hokejowy działający na zasadzie szkoły mistrzostwa sportowego pod egidą Polskiego Związku Hokeja na Lodzie z siedzibą w Warszawie.
Drużyna SMS Warszawa uczestniczyła w rozgrywkach ligi polskiej w sezonie 1998/1999 i zajęła w nich piąte miejsce. Do października 1999 funkcjonowała jako samodzielna drużyna.

## Zawodnicy
W składzie zespołu byli wychowankowie szkoły mistrzostwa sportowego (Adrian Labryga, Zdzisław Zaręba, Bartłomiej Piotrowski, Mateusz Malinowski), seniorscy reprezentanci Polski (Marek Cholewa, Mariusz Kieca, Andrzej Gretka, Mirosław Copija, Krzysztof Podsiadło, Sebastian Smreczyński, Sebastian Pajerski, Sebastian Łabuz), a także zawodnicy białoruscy (Dzmitryj Ausiannikau, Andrej Husau i Andrej Pryma, Uładzimir Swita). Na przełomie sierpnia i września 1999 podczas turnieju barażowego o miejsce w sezonie Polskiej Ligi Hokejowej 1999/2000 zawodnikiem SMS był utytułowany czeski bramkarz Milan Hnilička.